# レオロジー
レオロジー（英語: rheology）とは、物質の変形および流動一般に関する学問分野である。日本語では「流動学」とも呼ばれる。レオロジーという用語は、ヘラクレイトス（異説もあり）の有名な言葉 "panta rhei "「万物は流転する」による造語で、ユージン・ビンガム（1920年）による。
適用範囲は広く、大きさ的に見れば分子サイズから宇宙サイズまで、様々な大きさでの議論がある。基本的に物体間での作用を議論する学問であるため、ニュートン力学の範囲で議論される。

## 概説
| 連続体力学 | 固体力学あるいは材料強度学 | 弾性力学         | 弾性力学   |
| 連続体力学 | 固体力学あるいは材料強度学 | 塑性力学         | レオロジー |
| 連続体力学 | 流体力学                   | 非ニュートン流体 | レオロジー |
| 連続体力学 | 流体力学                   | ニュートン流体   |            |

レオロジーは、古典的な弾性やニュートン流体など連続体力学の理論を、より一般的で複雑な物質へ拡張するものである。塑性と非ニュートン粘性の流体力学という一見無関係の二分野を、「いずれの対象も静的平衡においてせん断応力に耐えられない」という認識で結び付ける。この意味で可塑性固体は液体である。レオロジーの課題の 1 つは、測定により変形とストレスの間の関係を実験的に確定することにある。これらの実験技術はレオメトリー (rheometry) として知られる。
レオロジーは工学、地球物理学や生理学への応用においても重要である。レオロジーには以下のような応用がある。
粉体レオロジー (granular rheology)
粉末状物質のレオロジー
ヘモレオロジー (hemorheology)  または 血液レオロジー (blood rheology)
血流の性質についての研究分野
サイコレオロジー (psychorheology)
食品の口当たり、のどごしや化粧品などが肌に触れた時の感触など、その性質の精神的な部分を対象にする分野

## 測定方法

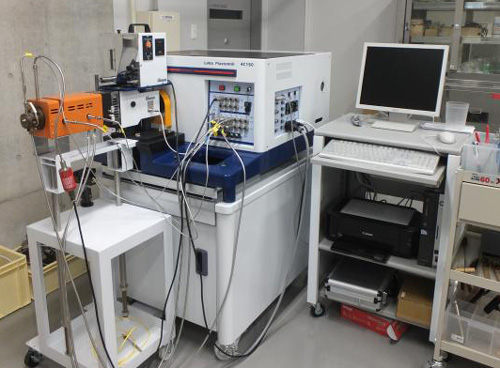
トルクレオメータ(ラボプラストミル)

トルクレオメータは熱可塑性樹脂、エラストマー、熱硬化性樹脂、添加剤、セラミック、その他素材のトルク変化を記録する装置で、混練機や押出機を取り付けることにより高分子材料のレオロジー特性を評価するものである。
混練機 (Mixer)
混練機はベースとギヤ、取り外し可能なブロック及び混練用ブレードからなり、ブロックはヒーターで過熱することができる。
押出機 (Extruder)
押出機は複数の金属ブロック(バレル)により構成されていて、各金属ブロックごとにヒーターによる温度制御が可能になっている。
サンプルはスクリューの刃によって切り刻まれてさらに熱せられ、押出され所定の形状となって出て行く。
押出機出口には、Tダイ、ワイヤーコーティングダイ、ガーベダイ、ロッドダイ、ブローフィルムダイ等が取付可能になっている。
評価項目は押出トルク、サージング、流動特性、バレル・ダイ部での材料温度変化及び圧力変化、ダイ部での材料粘度、回転数特性などである。